# Germán Montaner
Germán Montaner Blay fue un actor español de cine, teatro, doblaje y televisión.

## Biografía
Perteneciente a la cuarta generación de la saga de actores de teatro del mismo nombre, con origen en la localidad de Paterna (Valencia).
Se inició como actor de teatro en la década de 1950, trabajando como actor de plantilla de distintos teatros de la ciudad de Valencia, como el Talía o el Alkazar. No fue hasta la década de 1990 cuando dio el salto al cine y a la televisión, tras comenzar como colaborador de Canal 9.

## Filmografía

### Cine
- Torremolinos 73, 2003.
- La gran aventura de Mortadelo y Filemón, 2003.
- Flores de otro mundo, 1999.
- El milagro de P. Tinto, 1998.
- Tranvía a la Malvarrosa, 1997.
- Todos a la cárcel, 1993.

### Televisión
- Manos a la obra, 1998.
- Ay Señor, Señor, 1995.
- Farmacia de guardia, 1994.
- Un paso adelante,2002/2003

## Premios y homenajes
- Premio Tirant al mejor actor secundario valenciano, por el papel de Crispín en El milagro de P.Tinto (1999).
- Torneo de Ajedrez "Memorial Germán Montaner", en la localidad de Altura (Castellón). (Se celebra desde 2005).
- Premio Villa de Paterna de Teatro Juvenil "Germán Montaner", en la localildad de Paterna (Valencia). (Se celebra desde 2004).

- Datos: Q2892886